# System Shock (gra komputerowa 2023)
System Shock – przygodowa gra akcji wyprodukowana przez Nightdive Studios i wydana przez Prime Matter. Jest to remake gry o tym samym tytule z 1994 roku, opracowanej przez Looking Glass Studios. Produkcja ukazała się 30 maja 2023 roku na platformie Microsoft Windows.
Gra spotkała się z mieszanymi reakcjami recenzentów; chwalono ją za wierność oryginałowi, a krytykowano głównie brak nowości wniesionych do rozgrywki.

## Rozgrywka
System Shock to przygodowa gra akcji z elementami gry RPG, obserwowana z perspektywy pierwszej osoby. Gracz steruje postacią hakera, który trafia na stację kosmiczną Cytadela, gdzie walczy z przeciwnikami, zbiera przedmioty i rozwiązuje zagadki. Podczas walki bohater używa znalezionej broni palnej i białej, a także wszczepów dających nowe umiejętności m.in. czytanie maili czy skanowanie obszaru. Gracz może hakować terminale w formie minigry.

## Produkcja

### Kickstarter
Oryginalny System Shock, wydany w 1994 roku, został opracowany przez studio Looking Glass Studios, które zostało zamknięte w 2000 roku. W 2012 roku firma Nightdive Studios nabyła prawa do System Shocka 2 i wyprodukowała wersję zremasterowaną, z myślą o nowoczesnych systemach operacyjnych. Następnie Nightdive Studios nabyło prawa do całej serii. Dwa miesiące po wydaniu System Shocka: Enhanced Edition we wrześniu 2015 roku Nightdive Studios ogłosiło plany opracowania remake’u System Shocka na Windows i Xbox One przy użyciu silnika Unity. Pierwotnie gra była zapowiedziana jako System Shock Remastered, lecz twórcy zdecydowali się zmienić nazwę na System Shock, ponieważ uznali, że poziom wysiłku włożonego w tytuł sprawił, że jest to raczej ponowne uruchomienie serii, a nie remastering oryginalnej gry. Projektant Chris Avellone (Planescape: Torment, Fallout: New Vegas) potwierdził swój udział w produkcji.
Nightdive Studios zdecydowało się sfinansować rozwój gry w ramach kampanii na Kickstarterze, która rozpoczęła się 28 czerwca 2016 roku, z celem w wysokości 900 tysięcy dolarów. Równolegle z kampanią studio wydało bezpłatne demo zawierające wczesną wersję pierwszego poziomu gry, prezentujące dotychczasowe wysiłki ich pracy. Cel na Kickstarterze został osiągnięty 9 lipca 2016 roku z 19 dniami do końca kampanii i zamknięty 28 lipca 2016 roku, a twórcy zebrali łącznie 1,35 miliona dolarów. Dodatkowe fundusze miały zostać przeznaczone na wersje gry na Linuksa i macOS, rozszerzone obszary i wsparcie dla Razer Chroma. Dzięki udanemu Kickstarterowi Nightdive Studios spodziewało się wydania gry w grudniu 2017 roku.

### Restart produkcji
Podczas Game Developers Conference 2017 Nightdive Studios ogłosiło, że zmieni silnik gry z Unity na Unreal Engine 4, a reżyser Jason Fader skomentował: „Unity nie jest świetnym silnikiem do wykorzystania, jeśli chcesz zrobić FPS na konsolę”. Jako przyczynę zmiany podał problemy związane z połączeniem wierności, obsługi wielu platform i problemów z wydajnością. Wyjaśnił również, że jego pracownicy uważają grę za bardziej „wierny restart” niż remaster; fabuła gry, postać, broń, poziomy i wrogowie pozostały takie same jak w oryginalnej grze, ale autorzy zastosowali nowoczesne zasady projektowania, tak aby uczynić grę bardziej grywalną dla współczesnych odbiorców. Fader, komentując prace nad grą i proces projektowania poziomów, nazwał oryginalne mapy archaicznymi, które nie zestarzały się dobrze. Zespół projektantów, choć nieco przywiązany do układu poziomu, był w stanie otworzyć niektóre obszary i usunąć niepotrzebne labirynty, aby uczynić grę bardziej interesującą dla graczy. Fader zasugerował, że chociaż historia pozostaje identyczna, zespół współpracował z Chrisem Avellone, aby zmienić niektóre dialogi i naprawić niektóre dziury fabularne obecne w oryginalnej wersji.
W połowie lutego 2018 roku firma Nightdive ogłosiła wstrzymanie prac nad System Shock. Dyrektor generalny Stephen Kick ogłosił: „Zawiesiłem prace zespołu, aż ponownie oceniamy naszą ścieżkę, abyśmy mogli wrócić do naszej wizji. Robimy sobie przerwę, ale nie kończymy projektu. System Shock zostanie ukończony i wszystkie nasze obietnice zostaną spełnione”. Kick wyjaśnił, że ponieważ projekt przeszedł od remake'u do rebootu, odeszli od podstawowych założeń oryginalnej wizji i stwierdzili, że potrzebują większego budżetu. Dyrektor ds. rozwoju biznesu w Nightdive, Larry Kuperman, ogłosił, że zwrócił się do partnerów wydawniczych z prośbą o sfinansowanie rozszerzonych wysiłków, ale nie mógł uzyskać dodatkowego wsparcia. Kick zdecydował się wstrzymać projekt, przekierowując w międzyczasie zespół do innych projektów. Przemawiając na konferencji Game Developers Conference w marcu 2018 roku, Kick i Kuperman wyjaśnili, że z powodu zbyt dużej liczby nowych funkcji w grze zespół zdecydował, by stworzyć grę od zera, koncentrując się na obietnicach zapewnionych podczas kampanii Kickstartera. Datę premiery określono wtedy na 2020 rok. Ponowne ukierunkowanie gry pomogło studiu również nawiązać kontakt z zainteresowanymi partnerami wydawniczymi, którzy byli bardziej chętni do ich wspierania.

### Wersja ostateczna
W maju 2020 roku firma Nightdive wydała wersję demonstracyjną gry, wraz z materiałem wideo, gdzie twórcy skomentowali proces produkcji. Demo zawierało nową wersję gry na podstawie wcześniej wydanych wersji demonstracyjnych; lecz nadal zawierało dźwięk lektora, który nie został nagrany ponownie z powodu opóźnień spowodowanych pandemią COVID-19. Po przejęciu przez chińskiego dewelopera Tencent praw do System Shock 3 od OtherSide Entertainment, wyjaśniono, że przekazano jedynie prawa do tworzenia kontynuacji serii i nie wpływa to na status produkcji remake'u.
W czerwcu 2020 roku, zapytany, czy Chris Avellone nadal był zaangażowany w grę po tym, jak wcześniej pojawiły się zarzuty o niewłaściwe zachowanie seksualne, dyrektor generalny Stephen Kick ujawnił, że Avellone nie był zaangażowany w grę od 2017 roku, a historia została przepisana na nowo po restarcie produkcji w 2018 roku. Wraz z wydaniem zaktualizowanej wersji demonstracyjnej w lutym 2021 roku Nightdive oświadczyło, że planuje wydać grę do końca 2021 roku. Pod koniec 2021 roku Nightdive ogłosiło, że premiera gry została przesunięta na kolejny rok, ale nawiązała współpracę z Prime Matter w celu wydania gry. Na początku 2023 roku wydano kolejną wersję demonstracyjną, do której dodano początkowy fragment rozgrywki odbywający się na Ziemi. W maju studio zostało wykupione przez francuskiego wydawcę Atari.